# سیارک ۴۹۹۳
سیارک ۴۹۹۳ (به انگلیسی: 4993 Cossard، نامگذاری:1983GR) چهار هزار و نهصد و نود و سومین سیارک کشف شده‌است که در ۱۱ آوریل ۱۹۸۳ کشف شد.